# Trstasta vlasulja
Trstasta vlasulja (vlasulja trstikasta (lat. Lolium arundinaceum), vrsta ljulja, trave raširene po velikim dijelovima Euroazije i sjeverne Afrike.. Donedavna je bilja uključivana u rod Festuca. 
Postoje dvije podvrste

## Podvrste
- Lolium arundinaceum subsp. arundinaceum
- Lolium arundinaceum subsp. orientale (Hack.) G.H.Loos

## Sinonimi
- Bromus arundinaceus (Schreb.) Roth
- Festuca arundinacea Schreb.
- Festuca elatior var. arundinacea (Schreb.) Roth
- Schedonorus arundinaceus (Schreb.) Dumort.